# Apostol Popow
Apostol Popow (* 22. Dezember 1982 in Chaskowo) ist ein bulgarischer ehemaliger Fußballspieler.

## Karriere
Popow begann seine Karriere bei Spartak Plowdiw, ehe er über PFC Belite orli Plewen und den FK Chaskowo im Jahr 2008 zu Botew Plowdiw wechselte. Sein Debüt in der höchsten bulgarischen Spielklasse gab der Innenverteidiger am 10. August 2008 gegen FC Tschernomorez Burgas. Das Spiel wurde 0:1 verloren, Popow spielte bis zur 65. Minute. In dieser Saison kam er auf weitere 24 Einsätze und erzielte gegen Belasiza Petritsch einen Treffer. Der Verein wurde 13. der Liga und konnte den Abstieg um vier Punkte verhindern. 
2009 wechselte er zu ZSKA Sofia, bei welchen er prompt sein Debüt auf europäischer Klubebene gab. Im Gruppenspiel der UEFA Europa League gegen den FC Fulham am 3. Dezember 2009 spielte Popow durch. Das Spiel in London ging 0:1 verloren. In der Meisterschaft kam er auf 13 Einsätze und einem Tor. ZSKA wurde am Ende der Saison Vizemeister. Im Sommer 2015 wechselte er zu CS Universitatea Craiova in die rumänische Liga 1. War er dort zunächst noch Stammkraft, kam er ab März 2017 kaum noch zum Einsatz.

## Erfolge
- Bulgarischer Pokalsieger: 2011